# 三平泰丈
三平 泰丈（みひら やすたけ）は、NHKのアナウンサー。

## 人物
千葉県館山市出身。千葉県立安房高等学校を経て獨協大学、同大学院経済学研究科を修了後、2010年に入局。高校の1年先輩に伊藤海彦がいる。

## 嗜好・挿話
- 『ヨーロッパ街角中継』でフィンランドから生中継を担当。「生涯忘れられない体験・仕事ができた」と話す。
- 難病ALS患者を取材。患者がPCに視線入力をし、それを音声化する方法でインタビューし、アナウンス最優秀賞を受賞。
- 年間200冊近い本を読む。
- 広島局時代「ラジオおはよう中国」で常に日常、家族のこと、リスナーからのリクエスト曲をダウンロードして常に視聴している等番組内で心温まるエピソードを語り、リスナーから絶大な人気を得ていた。
- Perfumeの大ファン。リスナーからの曲リクエストで『三平アナの大好きな』と前振りされるほどで、自身が担当した日にPerfumeの曲をかけることがよくある[2]
- 佐賀放送局時代には、J1に昇格したサガン鳥栖関係の実況等を担当していた。
- あだ名はミッフィ（名付け親は同期のアナウンサー本人談）最近のキャッチコピーは育児と仕事の2刀流
- 2022年3月21日に担当した「ラジオおはよう中国」にて函館放送局への異動を発表。放送終了後多くの反響があり、翌週の3月28日放送時には、担当DJの杉浦圭子より前述の激励、感謝メール、お便りが多数届いたことと、その一部（時間の関係で数件のお便り、あとはラジオネームのみ）が読み上げられた。

## 現在の担当番組
- マイあさ! パーソナリティ（金曜 - 日曜）（R1・2025年4月 - ）担当初日にも関わらず番組内で自身の自己紹介を一切しなかった。
- 芸能きわみ堂（Eテレ、2025年4月 - ）- コン平の声
- 首都圏ネットワーク（リポーター・ニュースリーダー：2024年9月 - )
- 首都圏ニュース845（キャスター：2024年9月6日 - )
- ニュース645（祝日）キャスター

## 過去の担当番組
佐賀放送局時代（2010年度 - 2014年度）
- 佐賀県のニュース・中継・リポート
- 着信御礼!ケータイ大喜利（2011年2月6日・13日）
- 今夜も生でさだまさし「〜皆の者! 連休じゃ! 佐賀ってよし〜」（2011年5月1日）
- 目指せ!佐賀博士
- ゆうどきネットワーク
- あさイチ〜JAPAなび 佐賀
- ニュースただいま佐賀「YUYAのオーレ!サガン鳥栖」

富山放送局時代（2015年度 - 2018年度）
- 富山県のニュース・中継・リポート
- ニュース富山人（リポーター）[3]
- 今夜も生でさだまさし「〜越中富山だ!さだます寿司〜」（2015年11月29日）

広島放送局時代（2019年度 - 2021年度）　
- おはようひろしま（キャスター：2019年4月 - 2020年3月、2021年3月1日 - 3月26日[4]）
- 広島県・中国地方のニュース・気象情報
- ラジオおはよう中国（主に月曜日を担当）
- お好みワイドひろしま（キャスター代行）
- スポーツ中継

函館放送局時代（2022年度 - 2024年8月）
- ほっとニュース函館（キャスター）向井一弘と隔週（2022年4月4日 - 2024年8月）
- ヨーロッパ街角中継４Ｋで旅する永遠の都・ローマ（BS、2022年12月17日）
- 令和6年能登半島地震の災害報道対応による富山放送局（勤務経験有）への応援派遣
  - 能登半島地震富山県のニュース（2024年1月18日）[注釈 1]

東京アナウンス室時代（2024年9月 - ）
- とちぎ630（武田涼介のキャスター代理による宇都宮局への応援：2025年2月3日 - 5日）